# Odd Roger Enoksen
Odd Roger Enoksen (født 25. september 1954 på Å i Andøy) er en norsk politiker (Sp) og tidligere minister.
Han blev valgt til Stortinget fra Nordland første gang i 1993 og var medlem til 2005.
Han var supleant til stortinget fra 1989, og har været viceborgmester i Andøy. Han var førstenæstformand i Senterpartiet fra 1997 til 1999 og leder fra 1999 til 2003. Fra 16. marts 1999 til 17. marts 2000 var han kommunalminister i Regeringen Kjell Magne Bondevik I. I Jens Stoltenbergs 2. regering var han olie- og energiminister indtil 21. september 2007, hvor han blev afløst af Åslaug Haga. Enoksen var forsvarsminister i Regeringen Jonas Gahr Støre fra 2021 indtil han trak sig fra posten 9. april 2022 grundet et seksuelt forhold til en yngre kvinde.
Enoksen er uddannet agronom og har været direktør ved Andøya Rakettskytefelt.